# Mimomorpha flavopunctata
Mimomorpha flavopunctata är en skalbaggsart som beskrevs av Stefan von Breuning 1980. Mimomorpha flavopunctata ingår i släktet Mimomorpha och familjen långhorningar.
Artens utbredningsområde är Filippinerna. Inga underarter finns listade i Catalogue of Life.